# L'Enfant bleu (téléfilm)
Pour les articles homonymes, voir L'Enfant bleu.
L'enfant bleu est un téléfilm dramatique franco-suisse-canadien réalisé par Yvan Butler et diffusé en 1985.
Il reçoit le prix du meilleur scénario au festival de Digne en 1984.

## Synopsis
Une famille est installée dans une maison en bord de mer : Guillaume est un enfant souffrant de faiblesses cardiaques, Laurent est le père historien, ayant reçu confirmation de son éditeur pour un travail sur une rétrospective portant sur le débarquement de Normandie, et Jeannette la mère photographe, devant s’occuper des images mais repoussant son travail, inquiète pour son fils et des éventuelles séquelles. Cette situation complique ses rapports avec son mari.
Malgré plusieurs opérations correctrices dès l’âge de six ans, la greffe d’un cœur devient inévitable et doit être effectuée par un grand spécialiste à Montréal. Le but de l’opération est caché à l’enfant. L’attente d’un donneur met au jour les véritables rapports familiaux.

## Fiche technique
- Réalisation : Yvan Butler[1]
- Scénario : Christine Miller[1]
- Durée : 94 minutes[1]
- Coproduction :  TF1/SRC[1]
- Distribution : TSR[1]

## Distribution
- Dominique Labourier : Janet
- Jean-Luc Bideau : Laurent
- Hervé Rey : Guillaume
- Françoise Faucher : Louise
- Michel Dumont : Le docteur Turenne
- Gabrielle Mathieu : Émilie
- Marthe Nadeau : Madame Fleur
- Jean Vigny : Le docteur Carpentier
- Mario Pecqueur : L'assistant du docteur Carpentier
- Arlette Beaudry : L'infirmière
- Batiste Charden : Stéphane

## Réception
Le téléfilm reçoit le prix du meilleur scénario au festival de Digne en 1984.